# Villamor de los Escuderos
Villamor de los Escuderos é um município da Espanha na província de Zamora, comunidade autónoma de Castela e Leão, de área 56,27 km² com população de 561 habitantes (2004) e densidade populacional de 9,97 hab/km².

## Demografia
| Variação demográfica do município entre 1991 e 2004 | Variação demográfica do município entre 1991 e 2004 | Variação demográfica do município entre 1991 e 2004 | Variação demográfica do município entre 1991 e 2004 |
| --------------------------------------------------- | --------------------------------------------------- | --------------------------------------------------- | --------------------------------------------------- |
| 1991                                                | 1996                                                | 2001                                                | 2004                                                |
| 661                                                 | 623                                                 | 577                                                 | 561                                                 |